# 젠스향

젠스 향의 위치

젠스향(한국어: 첨석향, 중국어: 尖石鄉, 병음: Jiānshí Xiāng)은 중화민국 신주 현의 향이다. 넓이는 527.5795km2이고, 인구는 2015년 8월 기준으로 9,308명이다.

## 지리
신주 현 최대 면적의 향으로 현 동남부에 위치하고 아타얄족이 거주한다.